# Angelim
Angelim är en kommun i Brasilien.   Den ligger i delstaten Pernambuco, i den östra delen av landet, 1 500 km nordost om huvudstaden Brasília. Antalet invånare är 10 204.
Omgivningarna runt Angelim är huvudsakligen savann. Runt Angelim är det ganska tätbefolkat, med 58 invånare per kvadratkilometer.